# Masao Nishimura
Masao Nishimura (jap. 西村 正雄, Nishimura Masao; * 18. November 1933 in der Präfektur Kanagawa; † 1. August 2006 in Tokio, Japan) war ein japanischer Bank-Manager.
Nach einem Studium an der Universität Tokio ging er 1955 zur Industrial Bank of Japan (IBJ), deren Präsident er 1996 zu einer Zeit wurde, in welcher der Bankensektor schwer an den Folgen des Zusammenbruchs der Bubble Economy Anfang der 1990er Jahre zu tragen hatte. Als IBJ-Präsident fusionierte er sein Haus im Jahre 2000 mit der Dai-Ichi Kangyo Bank und der Fuji Bank zur Mizuho-Megabank-Gruppe. Mizuho Financial Group Inc. wurde 2003 als Holding-Gesellschaft gegründet. Nach dem Zusammenschluss fungierte Nishimura als Co-Vorsitzender und Sonderberater der Mihuzo Gruppe. Diese Position gab er infolge einer Affäre später auf.
Nishimura war zudem Mitglied eines Expertengremiums, das die japanische Regierung bei der Reform des staatlichen Finanzwesens berät. Er war der Onkel von Shinzo Abe, dem 2006 gute Chancen eingeräumt wurden, Junichiro Koizumi im Amt des Premierministers nachzufolgen. Am 1. August 2006 starb Masao Nishimura im Alter von 73 Jahren an Herzversagen in einem Tokioter Krankenhaus.
| Personendaten    | Personendaten            |
| ---------------- | ------------------------ |
| NAME             | Nishimura, Masao         |
| ALTERNATIVNAMEN  | 西村 正雄 (japanisch)    |
| KURZBESCHREIBUNG | japanischer Bank-Manager |
| GEBURTSDATUM     | 18. November 1933        |
| GEBURTSORT       | Präfektur Kanagawa       |
| STERBEDATUM      | 1. August 2006           |
| STERBEORT        | Tokio, Japan             |